# Крематорий Уокинга
Крематорий Уокинга — крематорий в городе Уокинг на западе графства Суррей, Англия. Первый крематорий в Соединённом Королевстве. Построен по индивидуальному заказу в 1878 году и тесно связан с историей кремации в Великобритании.

## Расположение
Крематорий находится в Уокинге, недалеко от деревни Сент-Джонс на Hermitage Road. Бруквудское кладбище, также известное как Лондонский некрополь, находится неподалёку, но управляется отдельно; оно было создано компанией London Necropolis Company в 1849 году для размещения захоронений умерших в Лондоне.

## История

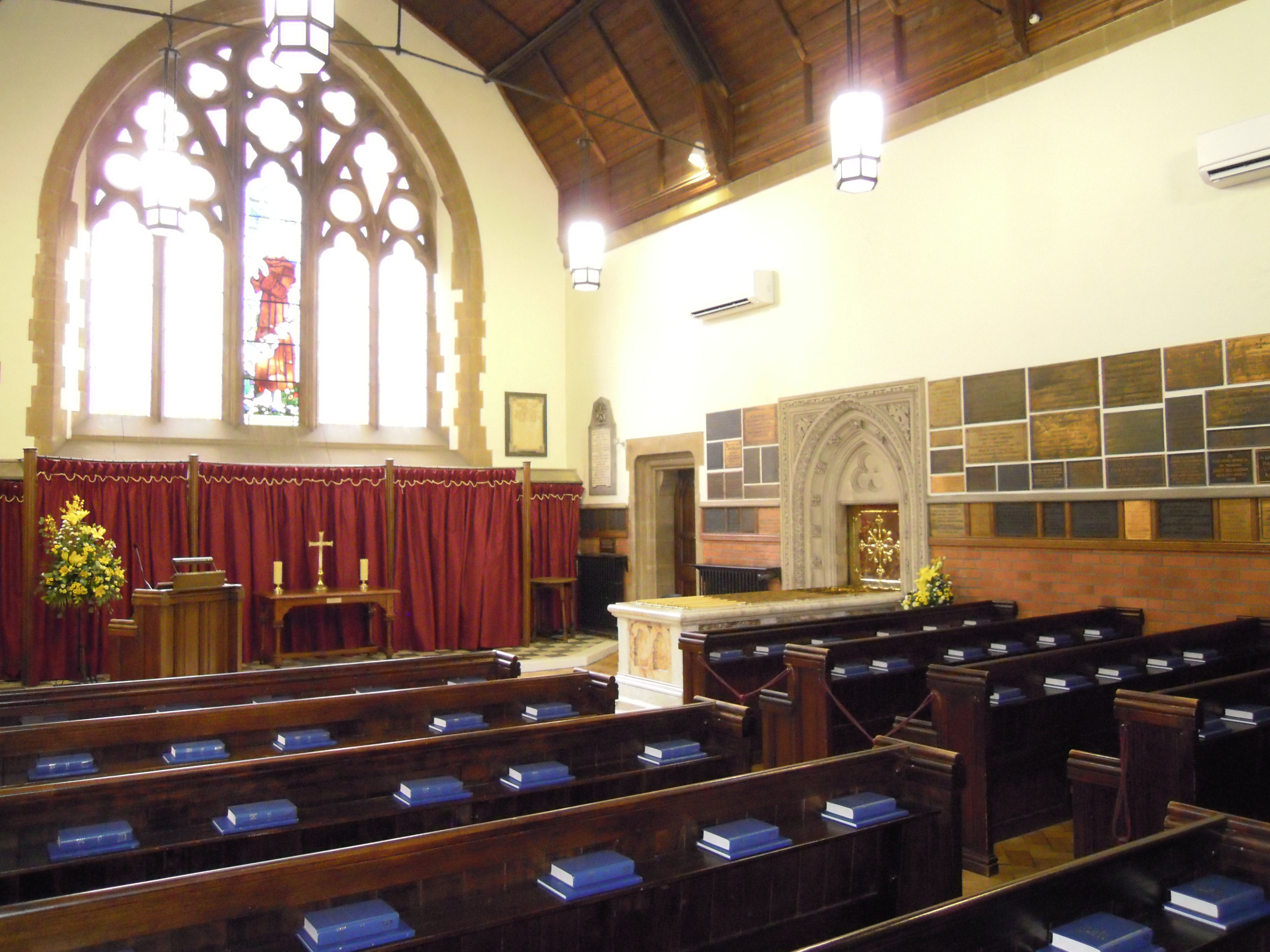
Интерьер часовни

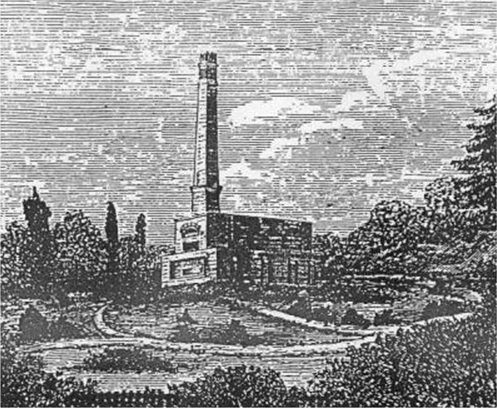
Крематорий Уокинга в 1870-х годах, до того, как были построены часовня и здания.

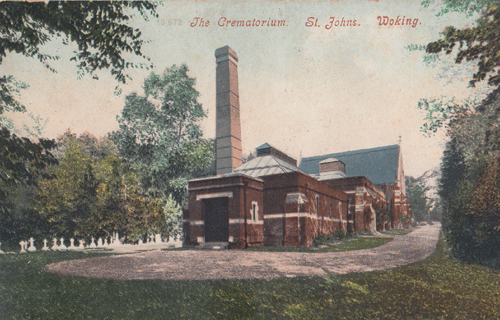
Крематорий Уокинга в начале XX века

Крематорий в Уокинге был основан в 1878 году, когда сэр Генри Томпсон купил участок земли недалеко от деревни Сент-Джонс. Он был хирургом и личным врачом королевы Виктории. В 1874 году он стал основателем и первым президентом Кремационного общества Великобритании. Акр земли, на котором должен был быть установлен крематорий, был куплен с помощью подписки (по 200 фунтов каждая) у London Necropolis Company . Участок располагался вдалеке от городской застройки, но в то же время был легко доступным, поскольку между лондонским вокзалом Ватерлоо и Уокингом уже курсировал поезд, подходящий для перевозки умерших. Сам крематорий был построен профессором Паоло Горини из Лоди, Италия. Первоначально он представлял собой не здание, а открыто расположенную кремационную печь.
Новый крематорий был впервые испытан 17 марта 1879 года, когда было кремировано тело лошади. Жители Уокинга проявили сильную неприязнь к крематорию и обратились к министру внутренних дел сэру Ричарду Кроссу с просьбой запретить использование здания. Только после того, как кремация была признана законной в феврале 1884 года во время суда над доктором Уильямом Прайсом, учреждение в Уокинге смогло начать функционировать.
26 марта 1885 года в Уокинге состоялась первая официальная кремация в Великобритании. Погибшей была миссис Жаннет Пикерсгилл, которую The Times описал как "хорошо известную фигуру в литературных и научных кругах". К концу года Общество кремации Великобритании провело еще две кремации, в общей сложности 3 из 597 357 смертей в Великобритании в том году/
В 1886 году в крематории были кремированы десять тел. В течение 1888 года, когда было проведено 28 кремаций, Общество кремации планировало обустроить там часовню, залы ожидания и другие удобства. Подписной лист возглавляли герцоги Бедфордский и Вестминстерский. Позже герцог Бедфорд пожертвовал деньги на достройку зданий и покупку земли, прилегающей к поместью. Здания были спроектированы церковным архитектором в стиле английской готики XIII века. Внешний вид, напоминающий церковь, должен был придать зданию обнадеживающий вид для публики в то время, когда кремация была чуждым обычаем. Часовня была открыто для использования в январе 1891 года.
В 1892 году в Уокинге было проведено 104 кремации. В 1902 году в Лондоне был открыт первый крематорий ( Голдерс-Грин ).  К 1911 году первоначальный участок площадью в один акр в Уокинге был расширен до 10 акров и пристроен Сад Памяти.
Избранный президентом Общества кремации в 1921 году, 11-й герцог Бедфорд приказал перенести оригинальную печь из крематории Уокинга в новую часовню при крематории Голдерс-Грин, где позже он был использован для его собственной кремации в 1940 году.

## Кремации

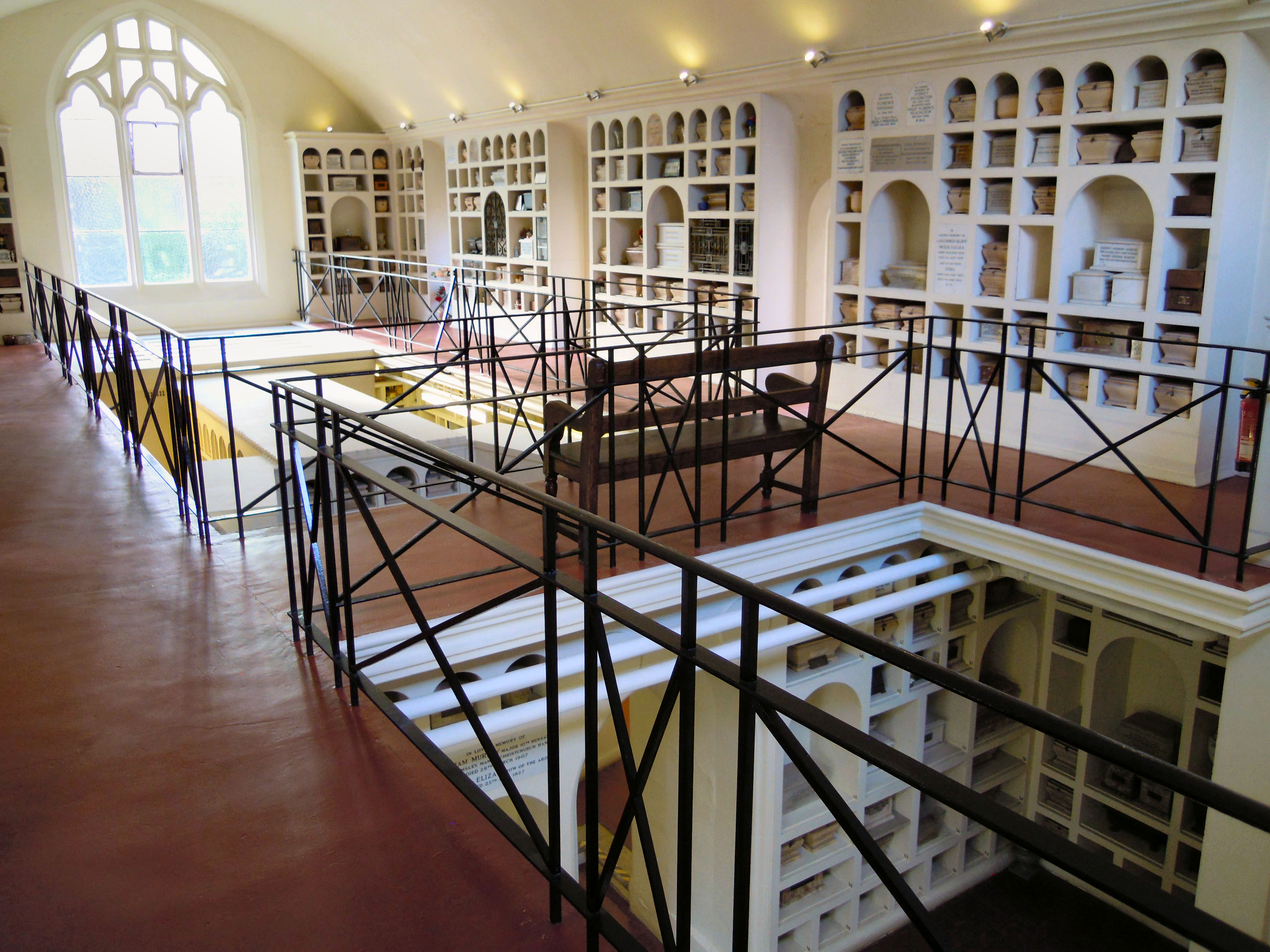
Вид на колумбарий

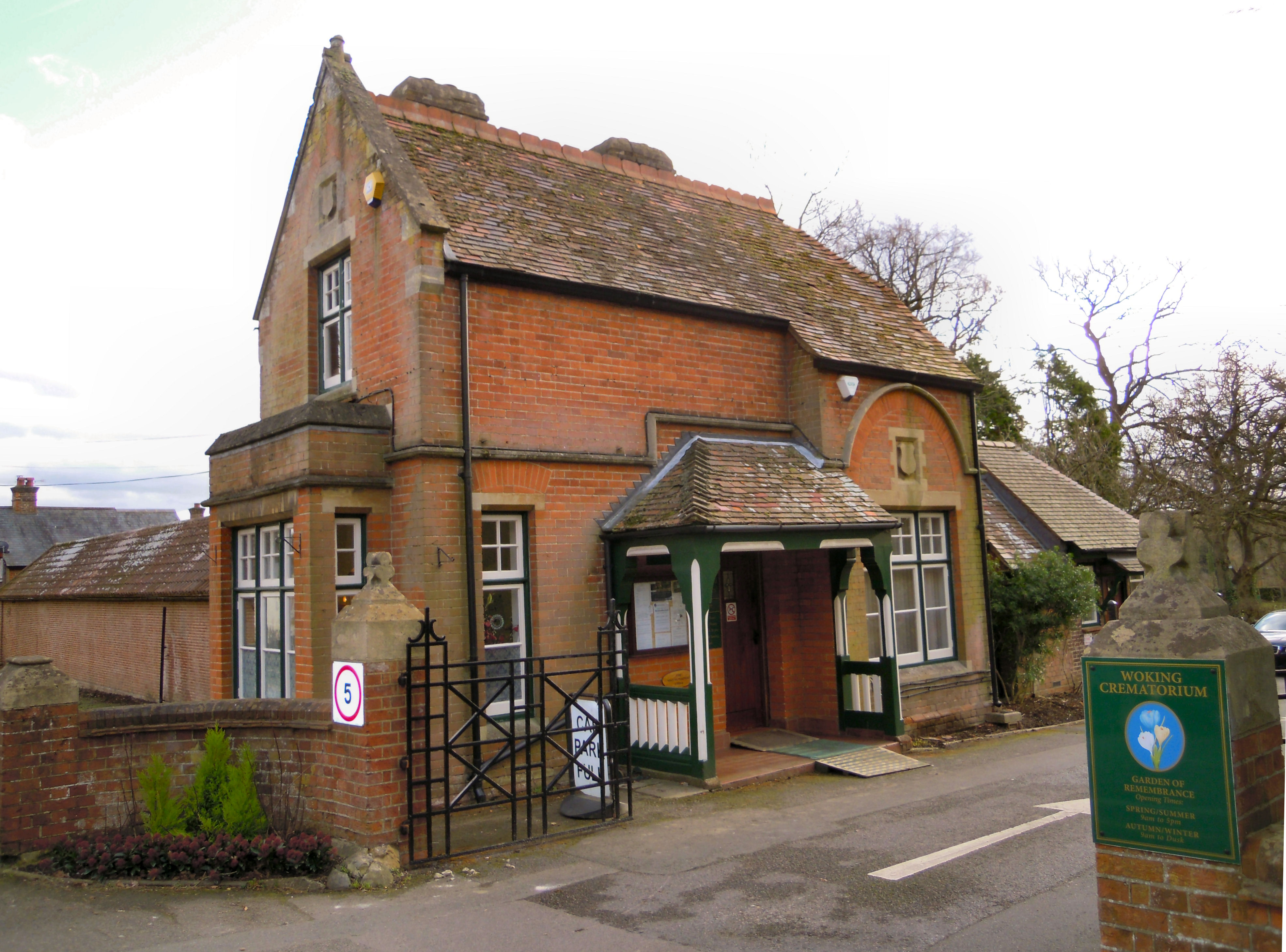
Офис крематория Уокинга

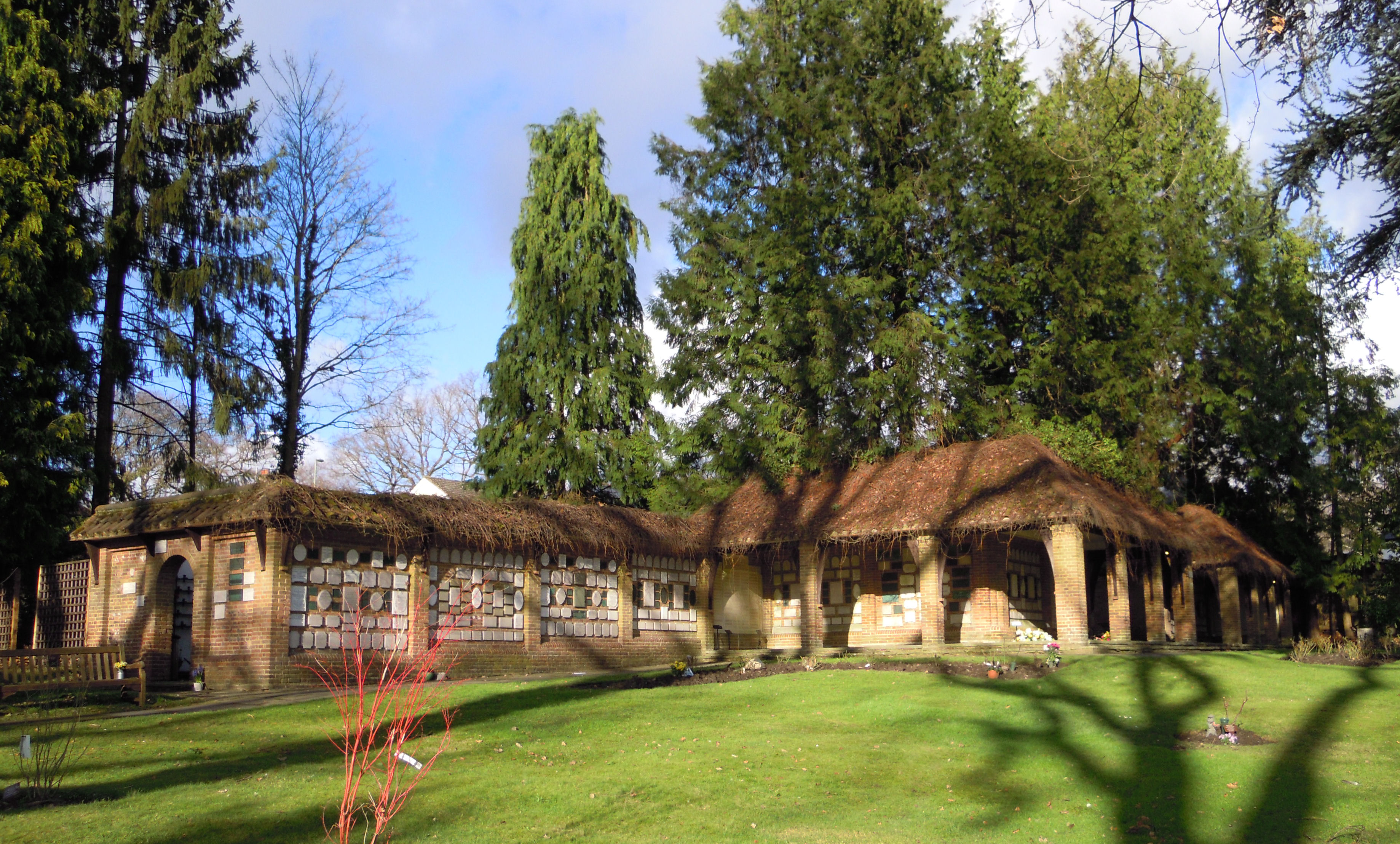
Западная колумбария

Известные люди,которые были кремированы здесь:
- Елена Блаватская, умерла в 1891 году, основательница Теософского общества (прах передан Теософскому обществу)
- Матильда Блайнд, умерла в 1896 г., писательница (прах помещен в памятник на кладбище Сент-Панкрас )
- Сэмюэл Батлер, умер в 1902 году, писатель (прах похоронен или развеян в крематории Уокинга)
- Бернард Криббинс умер в 2022 году, актер, офицер Ордена Британской Империй
- Эдвард Фредерик Криппин, умер в 1892 г., бизнесмен.
- Джон Дуглас, 9-й маркиз Куинсберри, умер в 1900 году (прах похоронен в Кинмаунте, Дамфрисшир )
- Фридрих Энгельс, умер в 1895 г., философ (прах развеян над Бичи-Хед, Суссекс)
- Джон Голсуорси, умер в 1933 году, писатель и драматург (прах развеян над Саут-Даунсом)
- Хью Гросвенор, 1-й герцог Вестминстерский, умер в 1899 году (прах похоронен в церкви Святой Мэри, Экклстон, Чешир )
- Томас Харди, умер в 1928 году, писатель (прах похоронен в Вестминстерском аббатстве, сердце в церкви Святого Михаила, Стинсфорд, Дорсет)
- Флоренс Харди (урожденная Дагдейл), умерла в 1937 году, писательница, вдова Томаса Харди (прах похоронен в церкви Святого Михаила, Стинсфорд, Дорсет)
- Уильям Эрнест Хенли, умер в 1903 году, поэт (прах похоронен в Кокейн-Хэтли, Бедфордшир )
- Ральф Кинг-Милбэнк, 2-й граф Лавлейс, умер в 1906 году, автор (прах похоронен в Окхэме, графство Суррей )
- Элеонора Эверинг (Маркс) умерла в 1898 году (прах похоронен рядом с могилой ее отца на Хайгейтском кладбище в Лондоне в 1956 году)
- Мод Нафтель, умерла в 1890 г., художник-акварелист [4]
- Рик Парфитт, умер в 2016 г., гитарист Status Quo.
- Фрэнсис Рассел, 9-й герцог Бедфорд, умер в 1891 году (прах похоронен в церкви Святого Михаила, Ченис, Бакингемшир )
- Элизабет Рассел, герцогиня Бедфордская, умерла в 1897 году (прах похоронен в церкви Святого Михаила, Чейнис, Бакингемшир)
- Филип Сноуден, 1-й виконт Сноуден, умер в 1937 году (прах развеян на Коулинг-Мур недалеко от Икорншоу, Йоркшир)
- Джулиан Стерджис, умер в 1904 году поэт, автор текстов и либреттист (прах похоронен на Комптонском кладбище, Суррей)
- Джордж Томлайн, умер в 1889 г., политик (прах отправлен в Лондон)
- Алан Тьюринг, умер в 1954 году, известен как отец информатики (прах развеян на территорий крематории Уокинга)
- Беатрис Вебб, умерла в 1943 г., историк труда и социальный реформатор (прах захоронен в Вестминстерском аббатстве в 1947 г.)

Указано, что здесь были кремированы тринадцать кавалеров Креста Виктории.
Здесь были кремированы 135 военнослужащих Содружества времен 1 и 2 мировых войн. На мемориальной доске, прикрепленной к стене колумбария комиссией по военным захоронениям Содружества, перечислены имена. Цифры после некоторых записей обозначают ниши в колумбарии, в других случаях прах был развеян.

## Внешние ссылки
- На Викискладе есть медиафайлы по теме Крематорий Уокинга